# Kostolac (općina)
Kostolac (općina) (ćirilično: Градска општина Костолац) je gradska općina Požarevca u Braničevskom okrugu u Središnjoj Srbiji. Središte općine je naselje Kostolac. 
Kostolac je imao status općine Požarevačkog sreza u periodu između 1949. do 1956. godine, poslije toga je područje bivše općine Kostolac ušlo u sastav općine Požarevac. 1990. godine održan je referendum na kojem se 97,8 % glasača izjasnilo da se formira općina Kostolac. Ta ideja nije ostvarena do današnjih dana. Najnovijim Zakonom o teritorijalnoj organizaciji Republike Srbije donesenim 27. prosinca 2007. godine nekadašnja općina Požarevac je dobila status grada pa je tako dobivena mogućnost za formiranje općine Kostolac kao gradske općine grada Požarevca, a ne kao samostalne.
Novim statutom grada Požarevca je u članu br. 3 navedeno da su na teritoriji grada Požarevca gradske općine: Požarevac i Kostolac. Način određivanja naseljenih mjesta odnosno područja katastarskih općina koja ulaze u sastav gradskih općina, vrste organa i poslove iz nadležnosti grada koje vrše gradske općine, Skupština grada uredit će posebnom odlukom o provođenju Statuta grada. Planirano je da u sastav općine uđu naseljena mjesta: Kostolac, Selo Kostolac, Ostrovo, Klenovnik, Petka i Drmno. 